# Ethan Allen
Ethan Allen (Litchfield, 21 de Janeiro de 1738 – Burlington, 12 de Fevereiro de 1789) foi um homem de negócios, filósofo, escritor, herói, patriota, político, guerrilheiro, deísta e revolucionário estadunidense que liderou a facção que pretendia a independência da República de Vermont e dos New Hampshire Grants. Lutou contra a entrada do Vermont na Província de Nova Iorque, e pela independência na Guerra da Independência dos Estados Unidos da América.
O seu feito militar mais notável prende-se com a tomada do Fort Ticonderoga aos ingleses, em 10 de Maio de 1775.

## Vida
Nascido na colónia rural de Connecticut, Allen recebeu uma educação que incluía ensinamentos filosóficos. Nos finais dos anos 60 do Século XVIII interessou-se por New Hampshire Grants, comprando terras por lá e envolvendo-se nas disputas legais sobre o território. Derrotas legais levaram à formação dos Green Mountain Boys, liderados por Allen numa campanha de intimidação e de destruição de propriedades para tentar expulsar cidadãos de Nova Iorque de Grants. Quando a Revolução Americana eclodiu, Allen e os Green Mountain Boys tomaram a iniciativa e capturaram o Forte Ticonderoga. Em setembro de 1775 Allen liderou fracassada Batalha de Longue-Pointe, onde foi capturado pelas autoridades britânicas. Primeiramente prisioneiro em navios da Royal Navy, foi enviado para a cidade de Nova Iorque, de onde seria libertado em 1778 numa troca de prisioneiros.